# Gortva (obec)
Gortva je obec na Slovensku v okrese Rimavská Sobota. Žije zde 478 obyvatel.

## Dějiny
První písemná zmínka pochází z roku 1326, název uveden v podobě Gurtuatu. V 16. století byla z důsledku tureckých útoků vylidněna. Znovupostavena byla v 18. století a v roce 1828 měla 52 domů se 430 obyvateli. V roce 1846 z důsledku velkého požáru téměř celá vesnice vyhořela.

## Kultura a zajímavosti

### Památky
- Reformovaný kostel, neoklasicistní stavba z roku 1911. Jedná se o stavbu s rovným závěrem a věží.[2]

## Osobnosti obce

### Rodáci
- Boldizsár Adorján (1820–1867), maďarský spisovatel, básník.

### Působili zde
- Emília Lemouton (1824–1869), maďarská spisovatelka, překladatelka Shakespeara, manželka Boldizsára Adorjána.